# Della Reese
Delloreese Patricia Early (Detroit, Michigan 6 de julho de 1931 - Los Angeles, Califórnia, 19 de novembro de 2017) foi uma atriz, cantora e pastora protestante estadunidense.

## Carreira
Ela começou a carreira na década de 1950 como uma cantora de jazz, mais conhecida por seu single "Don't You Know", de 1959. Subsequentemente, tornou-se atriz, popularmente conhecida pelo papel de Tess no seriado de televisão Touched by an Angel. Foi ordenada ministra do Movimento Novo Pensamento na Understanding Principles for Better Living Church, em Los Angeles. Della possui uma estrela na calçada da fama localizada em Hollywood Boulevard 7060 por sua contribuição à industria da televisão.

## Discografia

### Singles
| Ano  | Single                                   |
| 1957 | "And That Reminds Me"                    |
| 1959 | "Don't You Know"                         |
| 1959 | "Sermonette"                             |
| 1960 | "And Now" / "There's Nothin' Like a Boy" |
| 1960 | "Not One Minute More"                    |
| 1960 | "Someday (You'll Want Me to Want You)"   |
| 1961 | "The Most Beautiful Words"               |
| 1961 | "What Do You Think, Joe?" / "Gone"       |
| 1961 | "Won'cha Come Home, Bill Bailey?"        |
| 1965 | "After Loving You"                       |
| 1966 | "It Was a Very Good Year" (ao vivo)      |

### Álbuns
| Ano  | Álbum                                               |
| 1957 | Melancholy Baby                                     |
| 1958 | Amen!                                               |
| 1958 | A Date with Della Reese (At Mr. Kelly's in Chicago) |
| 1959 | And That Reminds Me                                 |
| 1959 | The Story of the Blues                              |
| 1959 | What Do You Know About Love?                        |
| 1960 | Della                                               |
| 1960 | Della By Starlight                                  |
| 1961 | Special Delivery                                    |
| 1961 | Della Della Cha-Cha-Cha                             |
| 1962 | Della Reese On Stage                                |
| 1962 | The Classic Della                                   |
| 1963 | Waltz With Me                                       |
| 1964 | Della Reese At Basin Street East                    |
| 1964 | C'mon and Hear                                      |
| 1965 | I Like It Like Dat!                                 |
| 1966 | Della Reese Live                                    |
| 1967 | One More Time                                       |
| 1967 | On Strings of Blue                                  |
| 1968 | I Gotta Be Me ... This Trip Out                     |
| 1970 | Black Is Beautiful                                  |
| 1975 | Let Me Into Your Life                               |
| 1976 | The ABC Collection                                  |
| 1978 | One of a Kind                                       |
| 1985 | Sure Like Loving You                                |
| 1990 | And Brilliance                                      |
| 1995 | Some of My Best Friends Are the Blues               |
| 1996 | Voice of an Angel                                   |
| 1998 | My Soul Feels Better Right Now                      |
| 1998 | The Della Reese Collection                          |
| 2000 | Sure Like Lovin' You                                |
| 2001 | Legendary Della Reese                               |
| 2002 | Della (Expanded)                                    |
| 2006 | Give It to God                                      |

## Grammy
- Don't You Know? (1960)
- Della (Album) (1961)
- Della Reese and Brilliance (1991)
- My Soul Feels Better Right Now (1999)

## Filmografia

### Televisão
- Della (1969-1970)
- The Voyage of the Yes (1973)
- Twice in a Lifetime (1974)
- Cop on the Beat (1975)
- Nightmare in Badham County (1976)
- Chico and the Man (membro do elenco de 1976-1978)
- Welcome Back, Kotter (1979) (substituta de Gabe Kaplan)
- It Takes Two (1982-1983)
- The A-Team (22 de outubro de 1985) Lease with an Option to Die, Episode 1410 as B.A. Baracus' mother.
- The Gift of Amazing Grace (1986)
- Charlie & Co. (membro do elenco em 1986)
- The Kid Who Loved Christmas (1990)
- MacGyver (1990-1991)
- The Royal Family (1991-1992)
- You Must Remember This (1992) (voz)
- Touched by an Angel (1994-2003)
- A Match Made in Heaven (1997)
- Miracle in the Woods (1997)
- Emma's Wish (1998)
- Mama Flora's Family (1998)
- Chasing Secrets (1999)
- Having Our Say: The Delany Sisters' First 100 Years (1999)
- Anya's Bell (1999)
- The Moving of Sophia Myles (2000)
- That's So Raven (2006)"The Four Aces" episódio 34, 3ª temporada como Ronnie Wilcox
- The State of The Black Union (2009)
- The Young and the Restless (2009)

### Cinema
- Let's Rock (1958)
- Psychic Killer (1975)
- Harlem Nights (1989)
- The Kid Who Loved Christmas (1990)
- The Distinguished Gentleman (1992) (Participação especial)
- A Thin Line Between Love and Hate (1996)
- Journey to a Hate Free Millennium (1999) (Documentário) (narrator)
- Anya's Bell (1999)
- Dinosaur (2000) (Voz)
- Beauty Shop (2005)
- Christmas Angel (2012)
- Me Again (2012)